# Superlicencja
Superlicencja – licencja wymagana przez Fédération Internationale de l’Automobile (FIA) od wszystkich kierowców startujących w wyścigach Formuły 1. Licencję wydaje FIA na żądanie.
Wymogiem do uzyskania superlicencji jest posiadanie przez kierowcę licencji stopnia A (Grade A) oraz spełnienie dodatkowych warunków przedstawionych w załączniku L Międzynarodowego Kodeksu Sportowego FIA.
Wymogi te określają, iż kierowca ubiegający się o superlicencję jest mistrzem w niższej klasie (Formuła 3, Formuła 2), lub regularnie osiągał w nich dobre wyniki. Dla przykładu wystarczy znalezienie się w pierwszej trójce w pięciu wyścigach Serii GP2 w przeciągu ostatnich dwóch lat, aby uzyskać superlicencję.
Dodatkowo, kierowcy którzy uczestniczyli w zawodach Champ Car World Series albo Indy Racing League mogą uzyskać superlicencję, jeśli ukończyli mistrzostwa na jednym z pierwszych sześciu miejsc. Umożliwia to startowanie w Formule 1 kierowcom z amerykańskich serii wyścigowych, bez wcześniejszego brania udziału w zawodach organizowanych przez FIA.
W szczególnych przypadkach istnieje możliwość przydzielenia superlicencji kierowcy, który nie spełnia wcześniej wymienionych wymogów, jeśli istnieje zgoda wszystkich członków FIA oraz kierowca odbył przynajmniej 300 km testowych w bolidzie Formuły 1 (np. Jenson Button, Kimi Räikkönen). Istnieje również możliwość cofnięcia licencji w szczególnych przypadkach wymienionych w regulaminach.
Od sezonu 2008 koszt superlicencji dla obecnych kierowców Formuły 1 wynosi 10 000€ + 2 000€ za każdy punkt zdobyty w poprzednim sezonie.